# Paecilomyces smilanensis
Paecilomyces smilanensis är en svampart som först beskrevs av Wize, och fick sitt nu gällande namn av A.H.S. Br. & G. Sm. 1957. Paecilomyces smilanensis ingår i släktet Paecilomyces och familjen Trichocomaceae.   Inga underarter finns listade i Catalogue of Life.